# Heterocyathus hemisphaericus
Heterocyathus hemisphaericus is een rifkoralensoort uit de familie van de Caryophylliidae. De wetenschappelijke naam van de soort is voor het eerst geldig gepubliceerd in 1849 door Gray.